# Горизонт (футбольный клуб)
«Горизонт» (макед. ФК Хоризонт Турново) — македонский футбольный клуб из села Турново близ города Струмица. Клуб основан в 1950 году. В 2008 сменил название на «Горизонт Турново». По итогам сезона 2007/08 команда заняла первое место во Второй лиге и вышла в Первую лигу. Цвета клуба — сине-белые. Домашние матчи команда проводит на стадионе «Кукуш» в Струмице.

## Достижения
- Серебряный призёр Чемпионата Македонии (1): 2013/14
- Победитель Второй лиги Македонии (1): 2007/08